# Schwertpflanzen
Die Schwertpflanzen (Echinodorus) bilden die artenreichste Gattung in der Familie der Froschlöffelgewächse (Alismataceae). Die 28 bis 32 Arten sind in der Neuen Welt verbreitet. Einige Arten und ihre Sorten gehören zu den beliebtesten Zierpflanzen in tropischen Süßwasser-Aquarien.

## Beschreibung

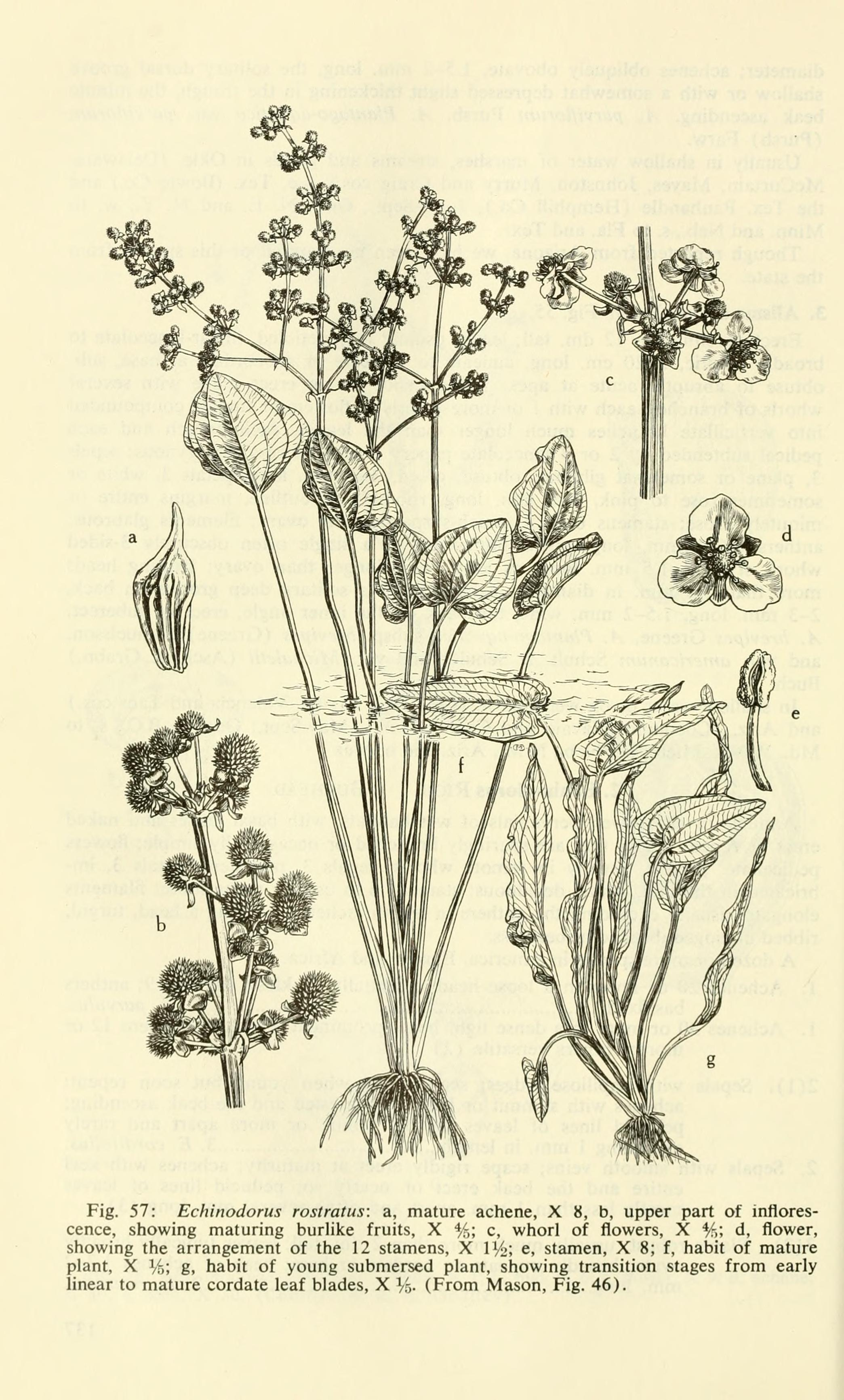
Illustration aus Aquatic and wetland plants of southwestern United States, 1972 der Zellophanpflanze (Echinodorus berteroi)

### Erscheinungsbild und Blätter
Zu den Schwertpflanzen gehören zumeist ausdauernde krautige Sumpf- und Wasserpflanzen. Die ganzrandigen Blätter sind zu einer Rosette angeordnet. Die gestauchte Sprossachse entwickelt sich bei älteren Pflanzen zu einem Rhizom.

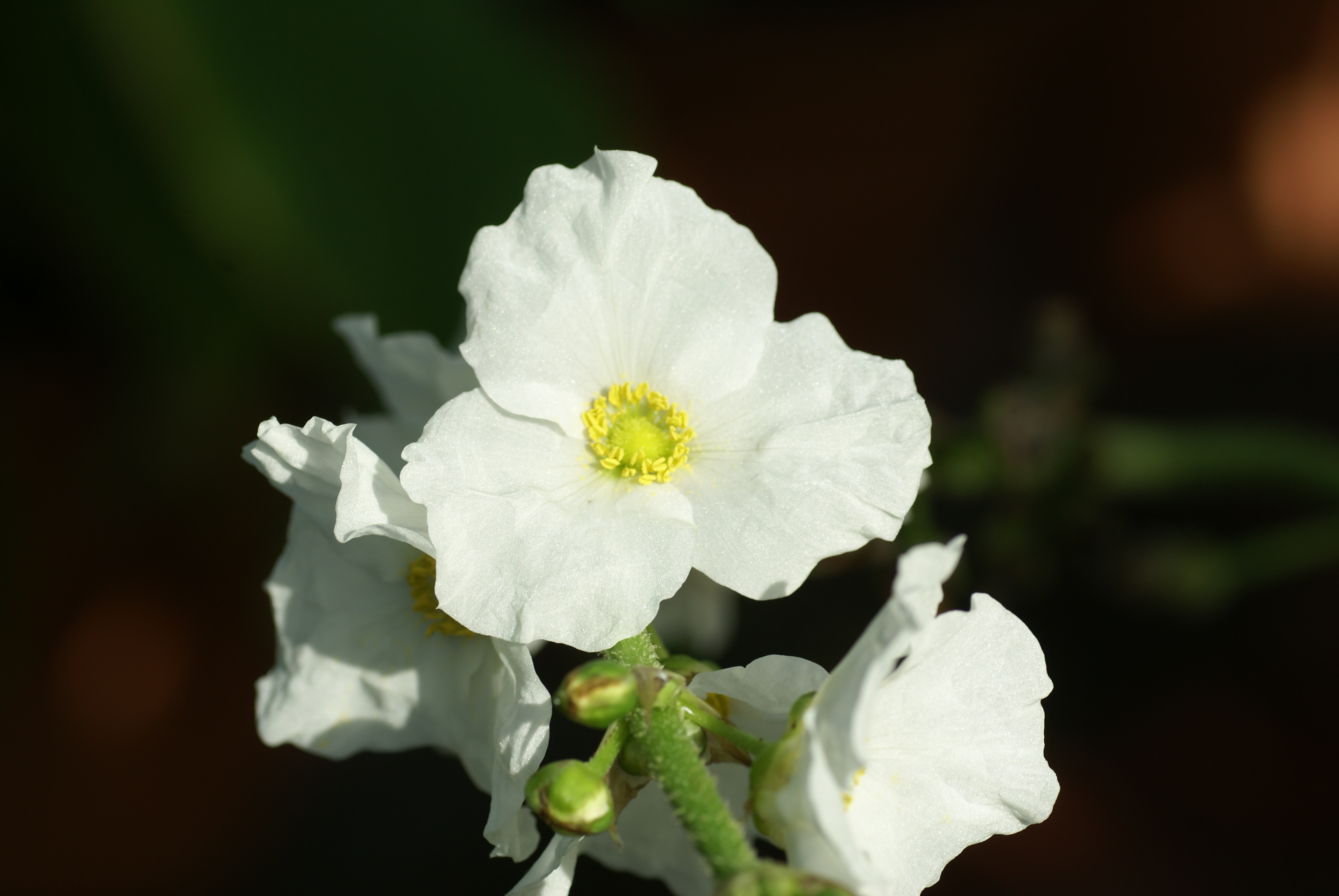
Blüte im Detail von Echinodorus floribundus

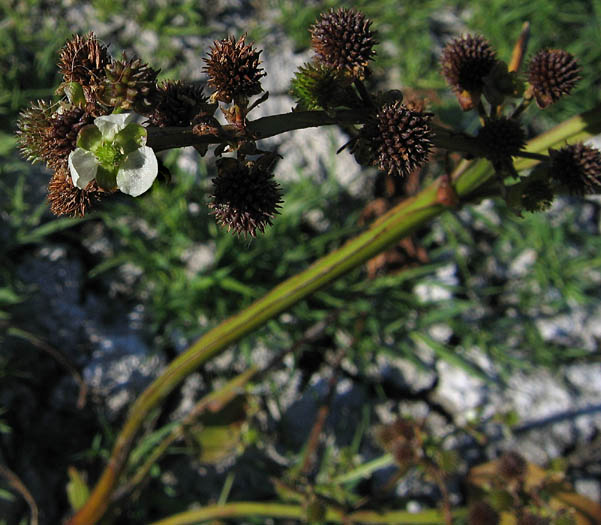
Sammelfrüchte aus vielen Nussfrüchten der Zellophanpflanze (Echinodorus berteroi)

### Generative Merkmale
Der Blütenstand ist die verlängerte Sprossachse und wird durch Nodien unterbrochen, die als Quirle bezeichnet werden und jeweils mindestens drei oder mehr Blüten aufweisen. Die Blüten der Gattung Echinodorus sind im Unterschied zu den nah verwandten Pfeilkräutern (Sagittaria) zwittrig. Die Blüten sind dreizählig. Es sind drei Kelchblätter vorhanden. Die drei Kronblätter sind frei. Es sind 9 bis 25 Staubblätter vorhanden. Die 15 bis 250 freien Fruchtblätter sind spiralig angeordnet.
Es werden Nüsschen gebildet, die den eigentlichen U-förmigen Samen enthalten. Diese gattungstypischen Früchte weisen zwischen den Rippen meistens eine unterschiedlich große Anzahl von Drüsen auf. Nur bei wenigen Arten fehlen die Drüsen an den Nüsschen.

## Standorte
Der bevorzugte Lebensraum ist je nach Art sehr variabel, jedoch ist der Standort fast durchweg sonnig. Die meisten Arten gedeihen in Überschwemmungsgebieten und im Uferbereich von stehenden und fließenden Gewässern, sind also typische Sumpfpflanzen, die zeitweilig oder ständig auch völlig unter Wasser gedeihen können. Einige wenige Arten sind jedoch ausgesprochene Wasserpflanzen und können nur noch unter Wasser überleben bzw. überdauern ein Trockenfallen ihres Standorts nur in Form ihrer Rhizome.

## Systematik und Verbreitung

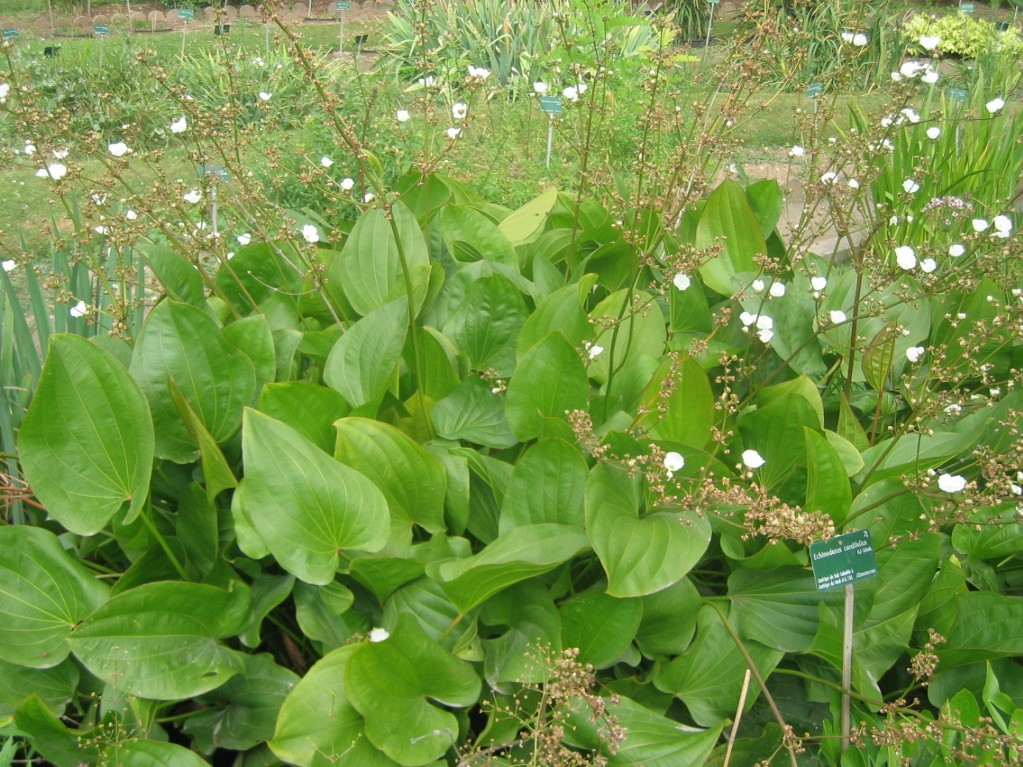
Habitus, Laubblätter und Blütenstände der Herzblättrigen Schwertpflanze (Echinodorus cordifolius)

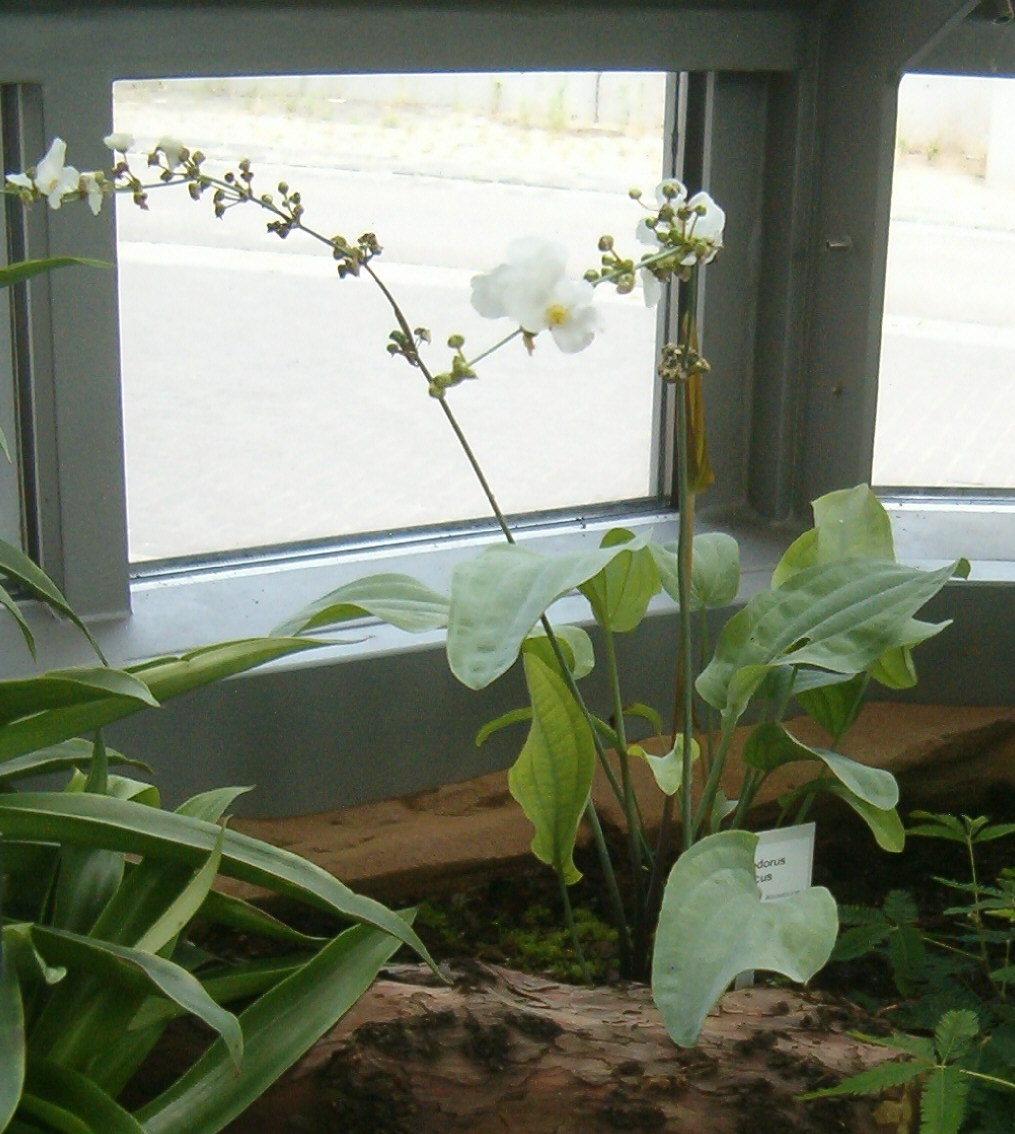
Habitus, Laubblätter, Blütenstände und Blüten von Echinodorus glaucus

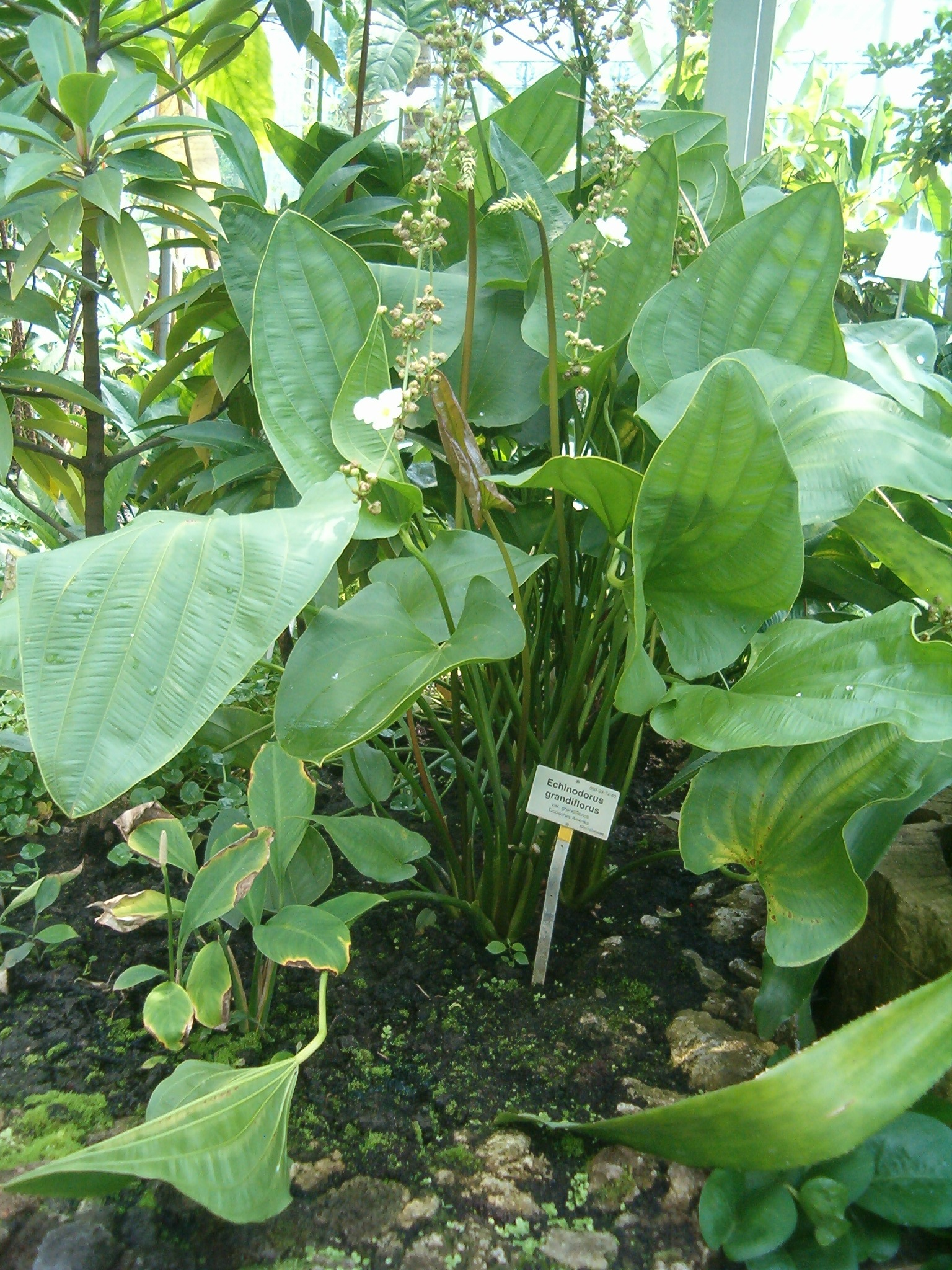
Habitus, Laubblätter und Blütenstände von Echinodorus grandiflorus

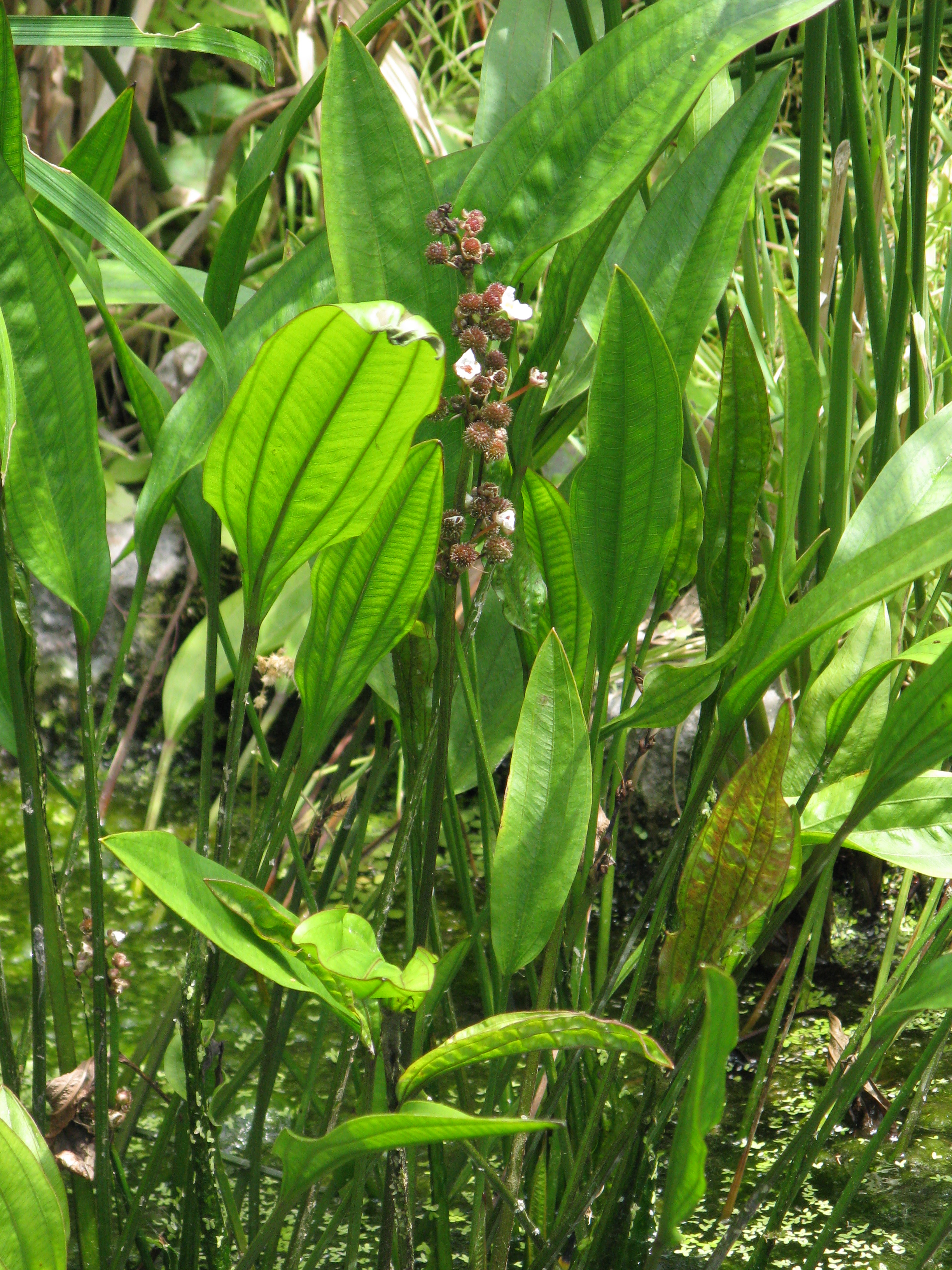
Habitus, Laubblätter und Blütenstand der Rispigen Schwertpflanze (Echinodorus paniculatus)

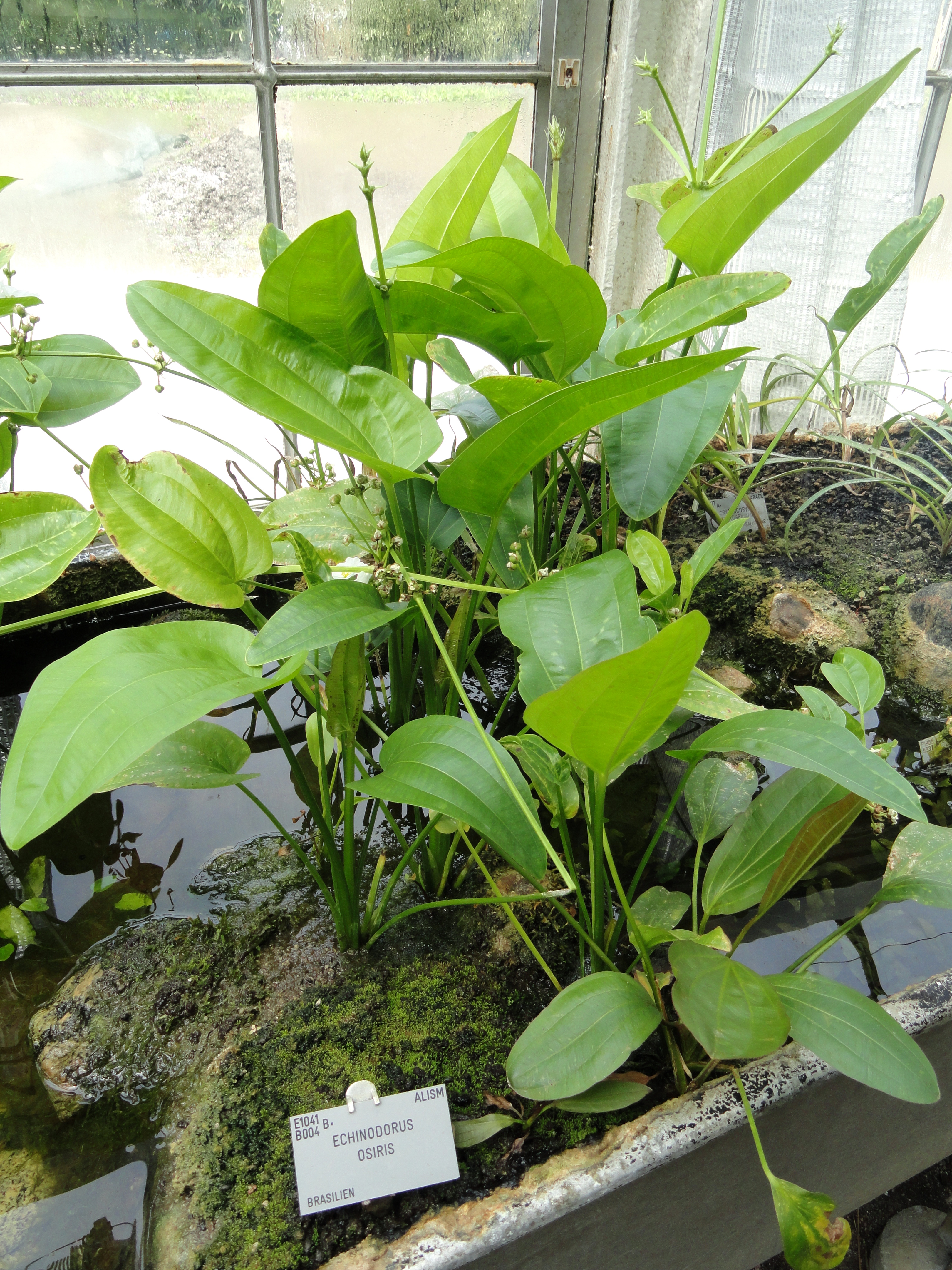
Habitus, Laubblätter und Blütenstände der Osiris-Schwertpflanze (Echinodorus uruguayensis)

Der Name Echinodorus wurde erstmals von Louis Claude Marie Richard verwendet. Die gültige Erstbeschreibung der Gattung Echinodorus erfolgte 1848 durch George Engelmann in A Manual of the botany of the Northern United States von Gray, S. 460.
Echinodorus-Arten sind ursprünglich in der Neuen Welt von den Vereinigten Staaten bis Argentinien verbreitet und kommen auf karibischen Inseln vor.
Die Gattung Echinodorus enthält seit der jüngsten Revision statt etwa 64 nur noch 28 bis 32 Arten:
- Zellophanpflanze (Echinodorus berteroi (Spreng.) Fassett, Syn.: Echinodorus cordifolius var. berteroanus (Balb. ex Schult. & Schult. f.) Griseb., Echinodorus rostratus (Nutt.) Engelm., Echinodorus patagonicus Speg., Echinodorus cordifolius var. lanceolatus (Engelm. ex S.Watson & Coult.) Mack. & Bush, Echinodorus berteroi var. lanceolatus (Engelm. ex S.Watson & Coult.) Fernald, Echinodorus berteroi var. patagonicus (Speg.) Rataj, Echinodorus berteroi subsp. patagonicus (Speg.) Rataj, Echinodorus longilineatus Rataj): Sie ist von den zentralen USA bis Südamerika verbreitet.[4]
- Echinodorus bracteatus Micheli: Sie kommt von Costa Rica bis Ecuador vor.[4]
- Herzblättrige Schwertpflanze (Echinodorus cordifolius (L.) Griseb., Syn.: Echinodorus ovalis C.Wright, Echinodorus schlueteri Rataj): Sie ist von den zentralen und südöstlichen USA bis Paraguay verbreitet.[4]
- Echinodorus cylindricus Rataj: Sie ist im westlichen Brasilien verbreitet.[4]
- Echinodorus decumbens Kasselm.: Sie kommt im brasilianischen Bundesstaat Piauí vor.[4]
- Echinodorus densinervis Somogyi: Sie wurde 2011 aus Brasilien erstbeschrieben.[4]
- Echinodorus emersus Lehtonen: Sie wurde 2009 erstbeschrieben und kommt von Ecuador bis Bolivien vor.[4]
- Echinodorus floribundus (Seub.) Seub.: Sie ist in der Neotropis weitverbreitet.[4]
- Echinodorus gabrielii Rataj: Sie kommt brasilianischen Bundesstaat Pará vor.[4]
- Echinodorus glandulosus Rataj: Sie ist im nordöstlichen Brasilien verbreitet.[4]
- Echinodorus glaucus Rataj: Sie ist von Bolivien bis Brasilien verbreitet.[4]
- Echinodorus grandiflorus (Cham. & Schltdl.) Micheli (Syn.:Echinodorus argentinensis Rataj): Sie kommt im nordwestlichen Florida vor und ist vom südlichen Brasilien über Paraguay sowie Uruguay bis ins nördlichen Argentinien verbreitet.[4]
- Grisebachs Schwertpflanze auch Schwarze Schwertpflanze genannt (Echinodorus grisebachii Small, Syn.: Echinodorus amphibius Rataj, Echinodorus gracilis Rataj, Echinodorus amazonicus Rataj, Echinodorus bleherae Rataj, Echinodorus parviflorus Rataj, Echinodorus peruensis, Echinodorus eglandulosus Holm-Niels. & R.R.Haynes, Echinodorus grisebachii var. minor Kasselm.): Sie ist in der Neotropis weitverbreitet.[4]
- Echinodorus heikobleheri Rataj: Sie wurde 2004 aus dem brasilianischen Bundesstaat Roraima erstbeschrieben.[4]
- Horizontale Schwertpflanze (Echinodorus horizontalis Rataj): Sie ist im tropischen Südamerika verbreitet.[4]
- Echinodorus inpai Rataj: Sie kommt im brasilianischen Bundesstaat Mato Grosso vor.[4]
- Echinodorus lanceolatus Rataj: Sie ist in Brasilien verbreitet.[4]
- Echinodorus longipetalus Micheli: Sie ist in Südamerika weitverbreitet.[4]
- Echinodorus longiscapus Arechav.: Sie ist in Brasilien, Paraguay, Uruguay und Argentinien weitverbreitet.[4]
- Echinodorus macrophyllus (Kunth) Micheli: Sie ist von Bolivien bis Brasilien verbreitet.[4]
- Leopoldina-Schwertpflanze oder Gewelltblättrige Schwertpflanze (Echinodorus major (Micheli) Rataj, Syn.: Echinodorus martii var. major Micheli): Sie ist in Brasilien weitverbreitet.[4]
- Echinodorus palifolius (Nees & Mart.) J.F.Macbr. (Syn.: Echinodorus virgatus (Hook. & Arn.) Micheli): Sie kommt im mexikanischen Bundesstaat Nayarit und im nordöstlichen Brasilien bis Minas Gerais vor.[4]
- Rispige Schwertpflanze (Echinodorus paniculatus Micheli): Sie ist in der Neotropis weitverbreitet.[4]
- Echinodorus pubescens (Mart. ex Schult. f.) Seub. ex Warm.: Sie ist in Brasilien weitverbreitet.[4]
- Echinodorus reptilis Lehtonen: Sie wurde 2009 erstbeschrieben und ist in Brasilien, Paraguay und Argentinien weitverbreitet.[4]
- Echinodorus scaber Rataj: Sie ist in Zentral- und Südamerika weitverbreitet.[4]
- Geflügelte Schwertpflanze (Echinodorus subalatus (Mart. ex Schult. f.) Griseb., Syn.: Echinodorus intermedius (Mart. ex Schult.f.) Griseb., Echinodorus ellipticus var. ovatus Micheli, Echinodorus martii Micheli nom. superfl., Echinodorus longistylus Buchenau, Echinodorus andrieuxii (Hook. & Arn.) Small, Echinodorus subalatus var. minor F.J.Mey., Echinodorus andrieuxii var. longistylus (Buchenau) Rataj, Echinodorus subalatus subsp. andrieuxii (Hook. & Arn.) R.R.Haynes & Holm-Niels.): Sie ist von Mexiko und Kuba bis ins tropische Südamerika weitverbreitet.[4]
- Echinodorus trialatus Fassett: Sie ist von Panama bis Brasilien weitverbreitet.[4]
- Echinodorus tunicatus Small: Die oft zusammen mit Echinodorus horizontalis vorkommende Schnabelblatt-Schwertpflanze[5] ist von Costa Rica bis Südamerika weitverbreitet.[4]
- Uruguay-Schwertpflanze auch Osiris-Schwertpflanze genannt (Echinodorus uruguayensis Arechav., Syn.: Echinodorus aschersonianus Graebn., Echinodorus opacus Rataj, Echinodorus osiris Rataj, Echinodorus portoalegrensis Rataj): Sie ist von Brasilien über Uruguay, Paraguay bis Argentinien und Chile weitverbreitet.[4]

Da entsprechend der jüngsten Revision der Gattung Echinodorus die kleinen ausläuferbildenden Arten in eine eigenständige Gattung Helanthium ausgegliedert wurden gehören beispielsweise folgende Arten nicht mehr zur Gattung Echinodorus:
- Echinodorus angustifolius Rataj → Helanthium bolivianum (Rusby) Lehtonen & Myllys
- Echinodorus bolivianus (Rusby) Holm-Niels. → Zwerg-Schwertpflanze (Helanthium bolivianum (Rusby) Lehtonen & Myllys)
- Echinodorus isthmicus Fassett → Helanthium bolivianum (Rusby) Lehtonen & Myllys
- Echinodorus nymphaeifolius (Griseb.) Buchenau → Albidella nymphaeifolia (Griseb.) Pichon
- Echinodorus quadricostatus Fassett → Helanthium bolivianum (Rusby) Lehtonen & Myllys
- Grasartige Schwertpflanze (Echinodorus tenellus (Mart. ex Schult. f.) Buchenau) → Helanthium tenellum (Mart. ex Schult. f.) J.G.Sm.

## Verwendung in der Aquaristik
Die meisten Arten der Gattung sind nur in großen Aquarien sinnvoll verwendbar, da sie schnell beachtliche Ausmaße erreichen. Wasserpflanzengärtnereien haben aber mittlerweile eine Reihe von Sorten gezüchtet, die wesentlich kleiner bleiben. Viele dieser Zuchtformen weisen außerdem attraktive rötliche Blattfärbungen auf, während die Wildformen zumeist hellgrün bis mittelgrün sind.
Zu verbreiteten Echinodorus-Hybriden gehört etwa die Sorte „Ozelot“, woraus auch die von Thomas Kaliebe gezüchteten kleinwüchsigen Sorten mit großer Fleckung  „Rainers Felix“ und „Rainers Kitty“ stammen.
Die meisten im Handel erhältlichen Arten sind bei ausreichendem Platz und guter Beleuchtung recht anspruchslos, stellen keine besonderen Anforderungen an das Wasser und gedeihen bei den für Aquarien in Wohnräumen üblichen Temperaturen gut. Einige Arten aus gemäßigten Gebieten vertragen eine vorübergehende Abkühlung auf etwa 10 ° Celsius und können daher zeitweilig auch in Freiland-Teichen gezogen werden. Tropische Arten dagegen kommen auch mit Temperaturen um 30 ° Celsius noch zurecht und sind ideal für Aquarien mit den besonders wärmebedürftigen Diskus-Buntbarschen und Skalaren, die auch gern auf ihren Blättern ablaichen.

## Weiterführende Literatur
- L. Q. Matias: O Gênero Echinodorus (Alismataceae) no domínio da caatinga Brasileira. In: Rodriguésia – Revista do Instituto de Biologia Vegetal, Jardim Botânico e Estaçao Biologica do Itatiaya, Band 58, 2007, S. 743–774.

- Karte mit allen verlinkten Seiten:
- OSM |
- WikiMap